# Bookends
Bookends (englisch für „Buchstützen“) ist ein Musikalbum des US-amerikanischen Folk-Rock-Duos Simon & Garfunkel. Es wurde 1968 veröffentlicht und konnte sowohl in den USA als auch in Großbritannien die erste Position der Charts erreichen.
Aus dem Album wurden vier erfolgreiche Singles ausgekoppelt: A Hazy Shade of Winter (Position 13 der Charts), At the Zoo (Pos. 16), Fakin’ It (Pos. 3) und Mrs. Robinson (Pos. 1).
2003 nannte VH1 Bookends auf Platz 93 der Liste „Greatest Albums of all Time“.
Der Song Mrs. Robinson wurde vor allem durch seine Verwendung im Film Die Reifeprüfung (im englischen Originaltitel The Graduate) bekannt.

## Titelliste
Die Collage Voices of Old People wurde von Paul Simon und Art Garfunkel erstellt, alle übrigen Titel von Paul Simon geschrieben.

### Seite 1
1. Bookends Theme (Instrumental) – 0:32
2. Save the Life of My Child – 2:49
3. America – 3:34
4. Overs – 2:14
5. Voices of Old People
6. Old Friends – 2:36
7. Bookends Theme – 1:16

### Seite 2
1. Fakin’ It – 3:14
2. Punky’s Dilemma – 2:10
3. Mrs. Robinson – 4:02
4. A Hazy Shade of Winter – 2:17
5. At the Zoo – 2:11

### Bonustitel
Beide Bonus-Titel sind auf der Neuauflage des Albums in der Box The Columbia Studio Recordings 1964–1970 zu finden:
- You Don’t Know Where Your Interest Lies – 2:19
- Old Friends (Demo) – 2:11

Das Stück You Don’t Know Where Your Interest Lies wurde bereits am 14. Juni 1967 in den USA als B-Seite der Single Old Friends veröffentlicht, war jedoch in den folgenden Jahren nie auf einem Album zu finden und erst mit dem Erscheinen der Columbia Studio Recordings-Box wieder im Handel erhältlich.

## Kommerzieller Erfolg

### Chartplatzierungen
| ChartsChartplatzierungen       | Höchstplatzierung | Wochen |
| ------------------------------ | ----------------- | ------ |
| Deutschland (GfK)              | 40 (2 Wo.)        | 2      |
| Vereinigte Staaten (Billboard) | 1 (66 Wo.)        | 66     |
| Vereinigtes Königreich (OCC)   | 1 (77 Wo.)        | 77     |

### Auszeichnungen für Musikverkäufe
| Land/Region                  | Auszeichnungen für Musikverkäufe (Land/Region, Auszeichnung, Verkäufe) | Verkäufe  |
| ---------------------------- | ---------------------------------------------------------------------- | --------- |
| Neuseeland (RMNZ)            | Gold                                                                   | 7.500     |
| Vereinigte Staaten (RIAA)    | 2× Platin                                                              | 2.000.000 |
| Vereinigtes Königreich (BPI) | Silber                                                                 | 60.000    |
| Insgesamt                    | 1× Silber · 1× Gold · 2× Platin ·                                      | 2.067.500 |

Hauptartikel: Simon & Garfunkel/Auszeichnungen für Musikverkäufe

## Sonstiges
- At the Zoo war auch der Titel eines von Paul Simon verfassten Kinderbuchs.
- Im Song Save the Life of My Child kommt ein Synthesizer zum Einsatz, was sehr untypisch für die Musik des Duos ist. Zudem enthält der Anfang der 3. Strophe die verzerrte Einleitungssequenz aus The Sound of Silence mit den Zeilen Hello, darkness, my old friend / I’ve come to talk with you again. Der Kontext ergibt sich aus dem Inhalt des Stücks, welches von einem jungen Mann handelt, der Suizid begehen will.
- Das Covermotiv des Albums diente dem österreichischen Duo Kruder & Dorfmeister als Vorlage für das Cover ihrer EP G-Stoned.[4]

## Coverversionen
Folgende bekannte Neueinspielungen (Coverversionen) wurden im Laufe der Jahre veröffentlicht:
- Hazy Shade of Winter, 1988 von den Bangles (das ‘A’ wurde häufig nicht genannt); es handelte sich um den Soundtrack zum Film Unter Null. Außerdem wurde es von der deutschen Thrash-Metal-Band Sodom auf ihrem 1997 veröffentlichten Album  ’Til Death Do Us Unite in einer Metalversion gecovert.
- At the Zoo, 1993 von den Counting Crows[5]
- America, 2003 von Yes auf dem Album Fragile als Bonus-Track